# Palaeosticta
Palaeosticta (лат.) — подрод травяных листоедов подсемейства хризомелин, семейства листоедов.

## Биология
Питаются на растениях семейства подорожниковые.

## Классификация
В состав подрода включают пять видов
- Chrysolina diluta  (Germar, 1824)
- Chrysolina kocheri (codina Padilla, 1961: 74)
- Chrysolina numida (Reiche, 1864)
- Chrysolina pardoi (Codina Padilla, 1961)
- Chrysolina ruffoi (Daccordi, 1971)

## Распространение
Представители подрода встречаются Южной Европе, Северной Африке (Марокко, Алжир, Тунис, Ливия) и Ближнем Востоке (Израиль, Палестина).